# Nyssopsora koelreuteriae
Nyssopsora koelreuteriae är en svampart som först beskrevs av Syd. & P. Syd., och fick sitt nu gällande namn av Woldemar Tranzschel 1925. Nyssopsora koelreuteriae ingår i släktet Nyssopsora och familjen Raveneliaceae.   Inga underarter finns listade i Catalogue of Life.